# Conrad Ferdinand Meyer
Pour les articles homonymes, voir Meyer et Conrad Meyer.
Conrad Ferdinand Meyer, né à Zurich en 1825 et mort à Kilchberg, près de Zurich, en 1898, est un poète, nouvelliste et romancier suisse de langue allemande.

## Biographie

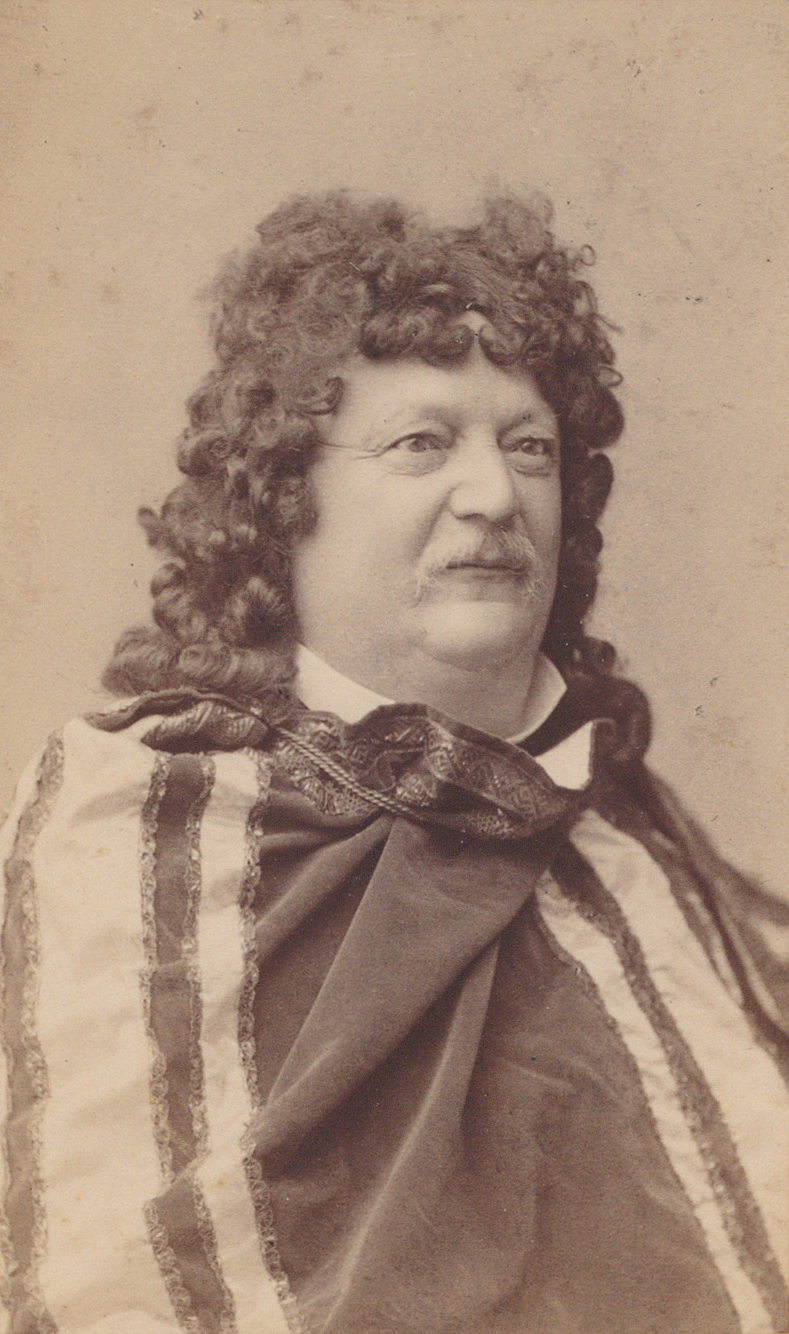
Conrad Ferdinand Meyer en costume vers 1883

Destiné comme son père à une carrière administrative, sa curiosité intellectuelle et son imagination créatrice lui ôtent toute envie d'apprendre un « métier ». Son père meurt en 1840. Conrad Ferdinand Meyer est soigné tôt pour des troubles neurologiques, que n'arrange guère le suicide de sa mère dépressive en 1856. Malgré la disparition de ses parents, Meyer est réconforté par sa sœur Betsy, avec qui il a une vraie complicité. Par ailleurs, il se passionne pour l'histoire, la littérature  et traduit diverses œuvres historiques et littéraires françaises, les quelques années qu'il passe à Lausanne dans sa jeunesse lui ayant permis de maîtriser le français. Des voyages à Paris et à Rome lui font découvrir l'art. La Renaissance, la Réforme et le XVIIe siècle exercent sur lui une véritable fascination, dont se ressentent beaucoup de ses récits. 
Conrad Ferdinand Meyer est le plus important poète germanophone de son époque, qui influencera Rainer Maria Rilke et Stefan George. Il publie en 1864 Vingt ballades d'un Suisse (Zwanzig Balladen von einem Schweitzer), d'autres Ballades en 1867, Les Derniers Jours de Hutten (Huttens letzte Tage) en 1871 et un recueil de Poésies (Gedichte) en 1882.
Nouvelliste, Meyer est imprégné d'histoire, qui lui donne une source vive d'inspiration : l'Angleterre médiévale des Plantagenets, dans Le Saint (1879), l'Italie de la Renaissance dans La Tentation de Pescara (1887) et Angela Borgia (1891), la réforme protestante dans L'Amulette (1873) ou la Suède classique dans Le page de Gustave-Adolphe (1882). Son roman en vers Engelberg (1872) n'atteint pas son œuvre maîtresse en prose, le roman Georges Jenatsch (1876), qui relate un épisode de la guerre de Trente Ans.

## Éditions
En allemand, son œuvre intégrale est largement accessible.
En français, seules certaines de ses nouvelles ont paru aux Éditions Plaisir de Lire (Jurg Jenatsch) et à L'Âge d'Homme, dans la collection « Poche suisse » ; des poèmes (en version bilingue) sont lisibles dans Anthologie de la poésie allemande parue dans la Bibliothèque de la Pléiade.

## Hommage
Une rose lui a été dédiée en 1899 sous le nom de 'Conrad Ferdinand Meyer'.